# 王鑑 (高麗)
王鑑（韓語：왕감，13世纪—1310年6月26日），小字宜忠（韓語：의충），是高麗國忠宣王的世子。懿妃也速真所生，有同母弟江陵大君王焘。

## 生平
出生年份没有记载。王鑑最初封為廣陵君，後來改封世子。高麗忠宣王二年（1310年）正月，在元大都的忠宣王欲传位于王鉴，秘密令人撰表给元朝一位杨姓学士看，因随从大臣阻止而未果。同年五月二十九日（阳历6月26日），忠宣王在元朝处死了王鉴和他的随从金重义（又作金义重）等人。七月二十九日灵柩被运回高丽，八月十六日葬于开京城南，百官素服送葬。他的弟弟王焘后来即位，是为高丽忠肃王，他在忠肃王元年（1314年）闰三月十七日给禅源寺布施白金十斤，用来给王鉴祈祷冥福。

## 评价
《东国通鉴》对王鉴之死有如下评论：
忠宣之杀世子，前史不言其实，今不可考。忠宣初欲传位世子，则世子之无罪也明矣；中因从臣所沮而止之，则其欲揖让者，非出于至情也。今日不惜大宝，而视之如脱屣；明日推刃爱子，而斩刈如草菅，颠倒悖戾如此。夫以父子之亲，储副之重，而一朝割恩断情，无顾惜心，岂无自而然欤？忠宣自入元朝，信谗近佞，左右前后罔非险壬小人侍从羁绁，无非凶悍㺚儿朝夕肤愬。王与上王父子之间，谗隙已成，安知王与世子父子之间，谗隙亦行，必置之死地而后已耶？忠宣亲遭谗间，不得于父；不得于父，则方引咎责躬之不暇矣，何暇责子乎？向若以怒子之心责己，以责子之心事父，则庶几盖前愆而无大过矣。呜呼！孝慈天性，非由外铄我也，忠宣独无是心乎？奈之何语为子则不孝于父，语为父则不慈于子，悖德悖道，得罪于名义，若是其重且大乎！

## 家庭

### 父母
- 高丽忠宣王
- 懿妃也速真

### 兄弟
- 高麗忠肅王
- 德興君塔思帖木兒

## 脚注
1. ↑  《高丽史》卷九十一：忠宣王三子，懿妃生世子鑑、忠肅王。
2. ↑  《高丽史》卷九十一：世子鑑，小字宜忠，嘗爲廣陵君，後封世子。
3. ↑  《高丽史》卷三十三：是月，王欲傳位世子，密令人撰表於楊學士，尋爲從臣所沮，乃止。
4. ↑  《高丽史》卷三十三：乙巳，王殺世子鑑及其從者金重義等。
5. ↑  《高丽史》卷九十一：忠宣二年，王在元殺鑑及其從者金義重等。
6. ↑  《高丽史》卷三十三：庚申，葬世子鑑于城南。
7. ↑  《高丽史》卷九十一：是年，返葬城南，百官素服送之。
8. ↑  《高丽史》卷三十四：庚午，王施白金十斤于禪源寺，以資世子鑑冥福。
9. ↑  《东国通鉴》卷四十二，崔溥按。